# Anne Marthe Mvoto
Anne Marthe Mvoto est une journaliste camerounaise et femme politique c'est la deuxième femme à présenter le journal télévisé à la CRTV après Dénise Epoté.

## Biographie

### Débuts
Anne Marthe Mvoto est originaire de Atok, le village du Général Angouand qui se situe entre Abong-Mbang et Ayos. Elle est passionnée par les métiers de l'audio-visuel et du journalisme, elle fait ses études à l'école de Lille en France.  Marthe Mvoto commence sa carrière à radio Cameroun dans les années 1980.

### Carrière
Entre 1991 et 2008, Anne Marthe Mvoto est la présentatrice du journal télévisé à la cameroon radio et télévision crtv.
Après presque 20 ans à présenter le journal télévisé, elle est débarquée par son employeur à deux ans de sa retraite. Elle engage un avocat et finalement les deux parties trouvent un terrain d'entente à l'amiable.
En 2010, après son départ de la télévision publique, elle crée son propre magazine pour pouvoir s'exprimer différemment.
En décembre 2016, huit ans après être partie de la crtv elle revient  à l’écran dans le cadre de l’émission matinale, en tant qu'invitée, pour parler de sa nouvelle vie professionnelle. 
En 2016, elle s'occupe de l'aspect commercial d'un nouveau magazine hebdomadaire.
En 2020, l'ex présentatrice télé Anne Marthe Mvoto se présente comme membre du conseil régional de la région de l’Est dont elle est originaire, malheureusement elle perdit l'élection.